# Каравия, Алессандро
Алесса́ндро Кара́вия (итал. Alessandro Caravia; 1503, Венеция — 1568, там же) — венецианский поэт и ювелир XVI века.

## Биография
Родился в 1503 году, скорее всего в Венеции. Всю жизнь прожил в Венецианской республике. По профессии был ювелиром и владельцем ювелирной лавки в венецианском квартале Риальто. Помимо трёх собственных детей воспитывал двух племянников — детей умершего брата.
О подробностях биографии Каравии мало что известно — вероятно, она не была богата на события. В архивах сохранилось упоминание лишь об одном значимом эпизоде в жизни Алессандро Каравии: в 1557—59 он стал обвиняемым Инквизицией как автор стихотворного сочинения, озаглавленного La verra antiga de Castellani, Canaruoli e Gnatti…. Обвинители обнаружили в сочинении ювелира реформаторскую ересь, что было вполне возможно, поскольку Венецианская республика с одной стороны имела большие торговые связи со многими протестантскими германскими государствами, а с другой — вплоть до Тридентского собора (1545 год) славилась в Италии относительной веротерпимостью. Решение по делу Каравии не сохранилось в архивах — возможно, дело было спущено на тормозах, учитывая достаточно высокий социальный статус обвиняемого, а также его готовность сотрудничать с церковными властями. Дошедший до нас текст завещания Алессандро Каравии от мая 1563 года показывает, тем не менее, что если Каравия и не был протестантом, то протестантская этика оказывала явное влияние на его сознание. Несмотря на обрушившиеся на ювелира репрессии (а может быть, именно благодаря им), Алессандро Каравия не даёт распоряжений о пышных похоронах и прямо запрещает всякие траты на церковные обряды, указывая лишь, что уповает на Христа, которому одному ведомы все его прегрешения. Алессандро Каравия скончался в Венеции в 1568 году.

## Сочинения
До нашего времени дошли три литературных произведения, вышедших из-под пера Алессандро Каравии, и нет никаких указаний на то, что их было написано больше. Вероятнее предположить, что он не рассматривал литературную деятельность как что-то серьёзное и занимался ей от случая к случаю, с большими перерывами по времени. Все три сочинения написаны в поэтической рифмованной форме и назывались «поэмками» — poemetti. В качестве языка автор использовал не традиционную для бо́льшей части литературных произведений того времени латынь, а народное наречие — то есть венецианский диалект формировавшегося в то время итальянского языка. Точные даты написания «поэмок» неизвестны, поэтому ниже они приводятся по дате первой публикации:
- Il sogno dil Caravia («Сон Каравии», 1541) — в этом произведении, опубликованном в Венеции книгоиздателем Николини да Саббьо, рассказывается о том, как автору якобы приснился известный венецианский шут и близкий друг Каравии Дзуан Поло, умерший за год до этого. Шута сопровождает демон. Автор вкладывает в уста умершего друга своё возмущение тем роскошеством, с которым отделывается новое строящееся здание скуолы Сан-Рокко. Каравию возмущала коррупция в лоне католической церкви и то, что самая богатая скуола Венеции тратит огромные средства на строительство здания, вынуждая прочие скуолы вступать в битву тщеславия, что противоречит традиционной венецианской скромности и сдержанности. Издание было украшено несколькими гравюрами, по которым можно определить, как выглядели шут Дзуан Поло и сам автор поэмы[2][3].

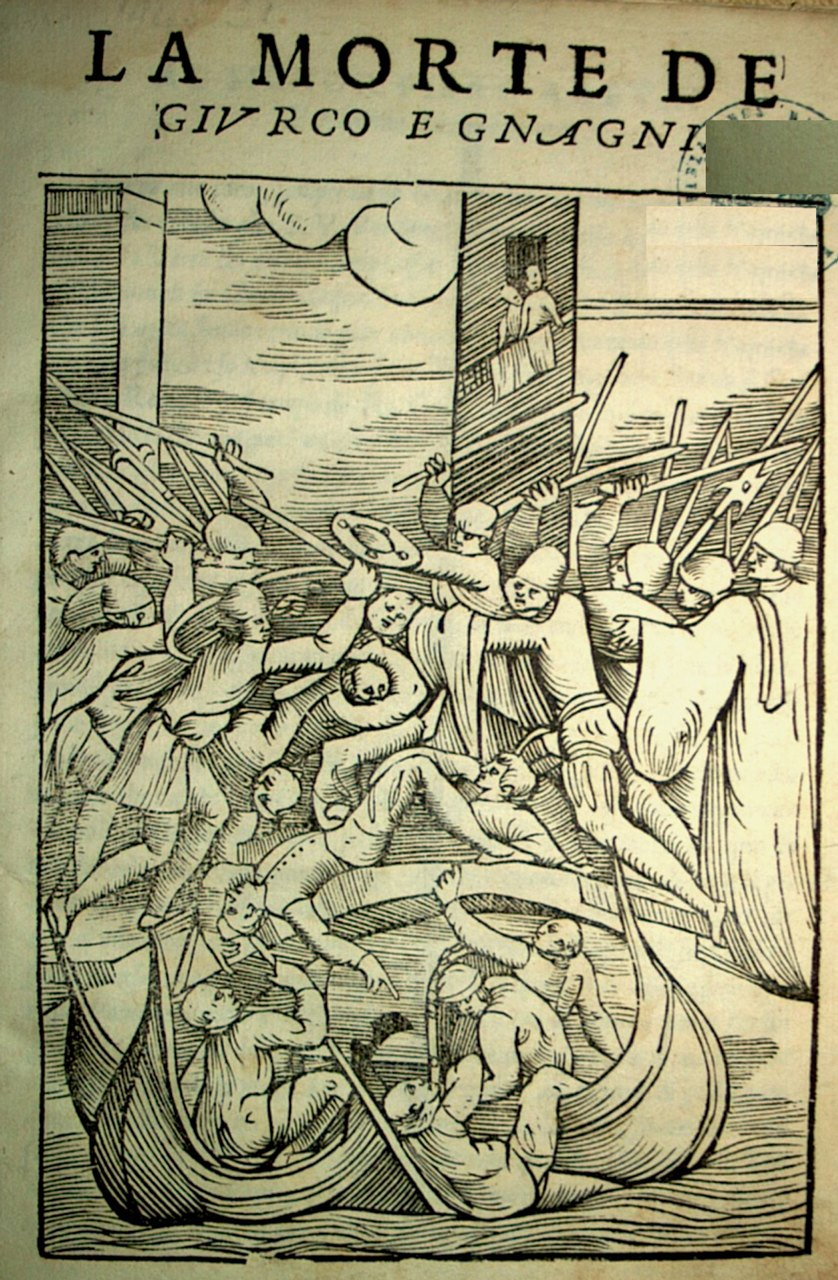
Титульный лист «La verra antiga…», 1550

- La verra antiga de Castellani, Canaruoli e Gnatti, con la morte de Giurco e Gnagni, in lengua brava («Старинная война между кастелланцами, каннареджцами и ньятти, со смертью Джурко и Ньяньи, на бандитском языке», 1550) было опубликовано без указания на титульном листе имени издателя, но судя по его формату и шрифтам, это был тот же Николини да Саббьо, что издал и первую «поэмку» Каравии. Эта книга вызвала неудовольствие инквизиции и судебный процесс➤ над её автором, и в отличие от предыдущей и последующей книг Каравии, до нашего времени дошло не так много экземпляров этого сочинения — вероятно, значительная часть тиража была конфискована и уничтожена. В «поэмке» рассказывается о традиционном венецианском кулачном сражении «стенка на стенку», происходившим между простолюдинами венецианских сестьере (районов) Кастелло и Каннареджо, к которым иногда присоединялись жители прихода Сан-Николо-дей-Мендиколи (возможно, это те самые «ньятти», о которых говорится в заголовке). Французский король Генрих III, видевший подобное действо в 1574 году, так охарактеризовал его: «Слишком мелко для настоящей войны, слишком жестоко для простой игры». Противоборствующие стороны собирались в заранее оговорённое время в определённом месте, после чего начиналась всё более ожесточённая кулачная битва, в которой часто бывали раненые и даже убитые с обеих сторон. Победившим считался тот сестьере, которому удавалось заставить отступить противников на другую сторону одного из венецианских каналов по заранее оговорённому мосту. Несмотря на жестокость битвы, власти никак не препятствовали её проведению: возможно, они считали, что разделённость низших слоёв общества позволяет лучше управлять ими. На фоне такого сражения, описываемого в виде явной пародии на героический эпос, выделяется смерть двух почти эпических героев — Джурко и Ньяньи. Перед лицом смерти они ведут себя по-разному: добрый католик Ньяньи исповедуется в грехах, даёт распоряжения по поводу своего отпевания и погребения, молит о неугасимой лампаде в своей церкви, что должно спасти его душу. Джурко — явный протестант (хоть это и не говорится прямым текстом) не исповедуется, ибо считает, что в этом нет смысла и лишь милосердие христово может привести его душу к спасению; он не думает ни об отпевании, ни о погребении, но полностью уповает на Спасителя[2][3].
- Naspo bizaro («Бандит Наспо», 1565) — последняя «поэмка» Каравии, опубликованная за три года до смерти автора всё тем же Николини да Саббьо. Наученный горьким опытом общения с Инквизицией, автор не вносит в текст никаких указаний на реформацию, в отличие от двух предыдущих «поэмок». Последнее произведение Алессандро Каравии представляет собою песнь, написанную от первого лица, с которой обращается браво (слово, которое достаточно сложно однозначно перевести на русский язык — это может «бандит», «разбойник», «лихой человек», «крутой», «блатной» и так далее) к своей возлюбленной — белокурой Кате-Бириотке (то есть, уроженке или жительнице венецианского пригорода Бири — места жительства воров, проституток, бродяг и прочих отверженных). И если сюжет произведения незамысловат и предсказуем (герой становится добрым христианином и женится на своей возлюбленной), то его язык содержит множество элементов, описывающий повседневную народную жизнь той эпохи. Эта «поэмка» Каравии, как и предыдущая, содержит в себе некоторое количество жаргонизмов той эпохи, но прежде всего она интересна своей декламационной буффонадой, и с этой точки зрения считается предтечей зарождавшейся уже в то время комедии дель арте[2][3][4].